# Југославија на Европском првенству у атлетици на отвореном 1934.
Југославија је учествовала на 1. Европском првенству у атлетици на отвореном одржаном од 7. до 9. јуна 1934. на стадиону Бенито Мусолини у Торину у Италији. Била је једна од 23 земље учеснице. Југославију су представљала четврорица атлетичара који су се такмичили у четири дисциплине.
На овом такмичењу учесници из Југославије нису освојили ниједну медаљу нити су постигли неки запаженији резултат.

## Учесници
- Јулије Бауер, ПСК Панчево — 100 м
- Иво Буратовић, ХШК Конкордија — 110 м препоне
- Алекса Ковачевић, ХШК Конкордија — бацање кугле
- Педро Гоић, ХАШК — бацање кладива

## Резултати

### Мушкарци
| Атлетичар        | Дисциплина     | Лични рекорд | Квалификације | Квалификације | Полуфинале | Полуфинале | Финале               | Финале   | Детаљи   |
| Атлетичар        | Дисциплина     | Лични рекорд | Резултат      | Место         | Резултат   | Место      | Резултат             | Место    | Детаљи   |
| ---------------- | -------------- | ------------ | ------------- | ------------- | ---------- | ---------- | -------------------- | -------- | -------- |
| Јулије Бауер     | 100 м          |              | 11,2          | 2. у гр. 1 КВ | НВ         | 4. у пф. 2 | Није се квалификовао | 8—9 / 15 | стр. 128 |
| Иво Буратовић    | 110 м препоне  |              | 15,6          | 3. у гр. 1 КВ | НВ         | 4. у пф. 2 | Није се квалификовао | 9. / 15  | стр. 134 |
| Алекса Ковачевић | бацање кугле   |              |               |               |            |            | 13,88                | 12. / 13 | стр. 187 |
| Педро Гоић       | бацање кладива | 48,99        |               |               |            |            | 13,88                | 9. / 11  | стр. 163 |